# Kulturni center Oscarja Niemeyerja
Mednarodni kulturni center Oscar Niemeyer ali Centro Niemeyer (špansko Centro Cultural Internacional Oscar Niemeyer, popularno znan kot el Niemeyer) je kompleks kulturnega središča, ki ga je zasnoval brazilski arhitekt Oscar Niemeyer in je mednarodni projekt. Središče stoji ob estuariju Avilésa v Asturiji na severozahodu Španije. Odprt je bil 26. marca 2011.
Zaradi svoje impozantne velikosti ter bele, rdeče in rumene zunanjosti je zelo viden mejnik v pokrajini mesta.

## Oscar Niemeyer: Izvir in oblikovanje
Oscar Niemeyer iz Rio de Janeira v Braziliji, eden najvplivnejših modernističnih arhitektov na svetu, je leta 1989 prejel nagrado Princesa de Asturias za umetnost. To je bil začetek odnosa med Niemeyerjem in avtonomno skupnostjo Kneževino Asturijo. Leta pozneje je Niemeyer kot darilo ob 25. obletnici podelitve nagrade kneževini podaril projekt. Njegovo oblikovanje je postalo projekt, ki naj bi bil mednarodna referenca na kulturnem področju. Posvečen je izobraževanju, kulturi in miru. Center je prvo delo Niemeyerja v Španiji in dejal je, da meni, da je to njegovo najpomembnejše v Evropi , kar je razlog za njegovo poimenovanje - Centro Niemeyer.

### Struktura
Niemeyerjev center tvori pet glavnih elementov, ki se med seboj dopolnjujejo:
- Odprti trg je velik odprt zunanji prostor za kulturne dejavnosti, ki odraža Niemeyerjevo zamisel o kraju, odprtem za človeštvo. Lahko sprejme 10.000 ljudi. Pod njim je zgrajeno parkirišče s 276 prostori.
- Avditorij s 7477 m2, s sedeži za 1.012 ljudi za koncerte, gledališke predstave in konference. Nenavadno je, ker sedeži ne razlikujejo med družbenimi sloji. Vključuje Klub, majhen prostor za koncerte in razstavo v preddverju.
- Kupola - Muzej je razstavna stavba, 4132 kvadratnih metrov v dveh nadstropjih.
- Stolp je namenjen ogledu znamenitosti in vključuje restavracijo in salon s koktajli. Ima 784 kvadratnih metrov, višina presega 14 metrov
- Večnamenska stavba s 3052 m2 vsebuje filmski center, sejne sobe, kavarno, trgovino in informacijski kiosk.

- Auditorij
- Logotip, ki temelji na dveh glavnih barvah del Oscarja Niemeyerja
- "Odprt trg za človeštvo..."
- Večnamenska stavba
- Stolp
- La grapa
- Nabrežje estuarija Avilés

### Slog in barve
Glavna značilnost Niemeyerjevega dela so stavbne krivulje. Barve stavbe - predvsem bela, rdeča, rumena in modra - odražajo vpliv neoplasticizma na njegovo delo.

### Korak za korakom
Prvi kamen je bil položen aprila 2008. Spektakularne stavbe, ki jih je arhitekt Óscar Niemeyer zasnoval za to kulturno središče, so prisilile tehnike izvajalca Sedesa, da je  oblikoval zapleten delovni načrt, saj je bila vsaka stavba konstruktiven izziv. Uporabljeni materiali so bili predvsem beton in steklo. Gradili so objekt za objektom vse v skladu s tehnologijo predvidene izvedbe. Kompleksnost vsake od struktur je drugačna in tudi njihove dimenzije, kar pojasnjuje napredovanje del. Odprti trg je bil prekrit z belim betonom. Strani avditorija so bile pobarvane rumeno, kar je ustvarilo kontrast s prevladujočo belo barvo na preostalih stavbah. Na eni od strani gledališča je keramično umetniško delo, ki ga je zasnoval Niemeyer, predstavlja obris počivajoče ženske. Odrska vrata so bila pobarvana rdeče. Ta vrata so lahko odprta na kvadrat, tako da lahko predstave sodelujejo znotraj ali zunaj stavbe. 
Slovesna otvoritev je potekala marca 2011 z video govorom Niemeyerja in jazz koncertom z Woodyjem Allenom pred več kot 10.000 obiskovalci.

### 'Niemeyerjev učinek': vpliv v postindustrijskem mestu
Poleg kulturnih namenov ima Center pomemben okoljski poudarek. Je središče obsežnega procesa regeneracije mesta, ki bo spremenil celotno mestno obalo. Stoji na otoku, ki je nastal v estuariju Avilésa, nedaleč od industrijskega območja. To je pripomoglo k procesu regeneracije območja.
Oblasti zdaj tam načrtujejo številne spremembe, na primer odpravo velikega prometa s pristaniškega območja (kjer je središče) in ustvarjanje športnih in rekreacijskih območij. V načrtu so tudi novi gradbeni projekti - odraz učinka Niemeyerjevega centra. To območje se zdaj imenuje La Isla de la Innovación (Otok inovacij).
Razvijata ga vlada Kneževine Asturija in španska vlada. Zagotovil bo gospodarsko in urbano regeneracijo degradiranega območja kot del procesa industrijske preobrazbe: estuarija Avilés.

#### Niemeyerjev učinek
Zahvaljujoč arhitekturi in kulturnemu projektu so se za Center začeli zanimati številni umetniki. Brad Pitt, privrženec dela Oscarja Niemeyerja, je obiskal mesto, da bi si ogledal dela in povečal publiciteto asturskega kulturnega kompleksa. Druge hollywoodske zvezde, na primer Kevin Spacey, so mesto večkrat obiskale v sodelovanju s centrom (premiere, konference in gledališke predstave).
Zaradi sodelovanja med različnimi svetovnimi osebnostmi (umetniki, dobitniki Nobelove nagrade, srečanja Združenih narodov itd.) Je bil Centro Niemeyer leta 2011 določen kot »španska kulturna ustanova z večjo prisotnostjo v nacionalnih in mednarodnih medijih«.
Leto kasneje se je območje okoli centra pripravilo na prihod prvega komercialnega križarjenja v zgodovini Avilésa. Prihodnje obiskovalce sprejme vzhodni vrt ob ustju. Za povečanje turizma so v načrtu vzpostavitev večjega rekreacijskega pristanišča.
Center je navdihnil tudi nekaj sladkarij, kot so: Niemeyitas, Cúpulas de Avimeyer (avimeyer kupole) itd. Kratki film Keres avtorja Alfonsa S. Suareza je bil posnet v centru.  Več avtomobilskih podjetij je stavbe uporabljalo tudi za promocijo svojih najnovejših avtomobilov. Tudi modna revija ga je leta 2011 uporabila kot ozadje za fotografsko sejo.

## Stičišče znanja
Vizija Oscarja Niemeyerja temelji na treh stebrih: izobraževanju, kulturi in miru. Center poskuša biti magnet za tri elemente. Center poskuša tudi združiti mednarodne in nacionalne dogodke.

### G8 kulture
Decembra 2007 je Fundacija organizirala prvi svetovni forum mednarodnih kulturnih centrov v Avilésu v Asturiji (znan tudi kot G8 kulture) z osmimi mednarodnimi kulturnimi centri: Lincolnov center v New Yorku (ZDA), Barbican Center v Londonu (Združeno kraljestvo), Operna hiša v Sydneyju, Pompidoujev center iz Pariza (Francija), Aleksandrijska knjižnica, Tokijski mednarodni forum (Japonska) in Hongkonški kulturni center (Kitajska) ter Kulturni center Oscarja Niemeyerja iz Avilésa, Asturija (Španija).

### Prireditve
Razstava Luz Carlosa Saure je bila produkcija Centra Niemeyerja. Center je koproduciral Utopío Maríe Pagés, v sodelovanju z drugimi institucijami pa je naročil in produciral Richarda III Sama Mendesa s Kevinom Spaceyjem v glavni vlogi. Ta predstava je bila del Bridge Project med Brooklynsko glasbeno akademijo, Old Vic Theatre v Londonu in britanskim producentom Neal Street. Asturija je bila eno redkih krajev na svetu, kjer je bila predstavljena, dodala je Avilesa na seznam imen, kot so London, Neapelj, Istanbul, Atene, San Francisco in New York.

### Izobraževanje
Center je organiziral različne izobraževalne dejavnosti, na primer tiste v sodelovanju s Fundacijo Kevin Spacey ali Marío Pagés. Študenti različnih starosti so imeli priložnost uporabiti kraj srečanja za učenje in dejavnosti, kot je na primer igranje na Broadwayu.
To je bil tudi eden od postajališč Ruta Quetzal leta 2011.

### Filmski center
Ena od stalnih dejavnosti Niemeyerjevega centra je Filmski center. Woody Allen je idejo predlagal vladi Kneževine Asturije po več obiskih Asturije. Javno je podprl Avilésov center, obiskal mesto in ga vključil v svoj prvi film, posnet v Španiji (Vicky Cristina Barcelona' 2008). Oktobra 2008 je Evropska filmska akademija (EFA) objavila, da bo sodelovala s filmom Niemeyerjevega centra za stalni kino v Večnamenski stavbi.  Sedmi sedež v peti vrsti nosi ime Woodyja Allena. Kino je bil odprt leta 2011. Drugi sedež je namenjen Volkerju Schlöndorffu. Filmski center dela filme na temo, kot so Združeni narodi itd., prikazuje pa tudi premiere in kratke filme.

## Fundacija Mednarodnega kulturnega centra Oscar Niemeyer
Fundación Centro Cultural Internacional Oscar Niemeyer Principado de Asturias je bila ustanovljena leta 2007 za upravljanje stavb in kulturnih projektov Centra Niemeyer. Fundacija razvija mednarodne projekte in si prizadeva vzpostaviti mrežo sodelovanja. Delo Fundacije temelji na treh ciljih: izobraževanju, kulturi in miru. Upajo, da bo center magnet za talente, znanje in ustvarjalnost ter spodbujal lokalne vsebine. Močno se osredotoča na sodelovanje z mednarodnimi kulturnimi centri.

## Nagrade
Arhitekturni projekt je prejel naslednje nagrade:
- najboljši nacionalni projekt na srečanju v Barceloni (2010) [23]
- najboljši projekt razvoja mest na podelitvi nagrad Éxito Empresarial en Asturias (2010) [24]
- Icono de la Asturias de hoy (po izboru bralcev časopisa El Comercio (2011) [25]
- II. Premio en la kategoría placa de yeso laminado in el VIII Saint-Gobain Gypsum International Trophy Awards. (Junij 2012) 2012 [26]

Za svoj kulturni prispevek je prejel tudi nagrado:
- Premio del Público del Festival de Jeréz 2012 (nagrada občinstva festivala Jerez) UTOPÍA de María Pagés (koprodukcija Centro Niemeyer)[27]